# Pavo Raudsepp
Pavo Raudsepp (* 9. Oktober 1973 in Koeru) ist ein ehemaliger estnischer Skilangläufer.

## Werdegang
Raudsepp startete in der Saison 1996/97 erstmals im Weltcup und belegte bei den Nordischen Skiweltmeisterschaften 1997 in Trondheim den 78. Platz über 30 km Freistil. Im folgenden Jahr holte er in Mailand mit dem 21. Platz im Sprint seine ersten Weltcuppunkte. In der Saison 1998/99 erreichte er in Vantaa mit dem zweiten Platz zusammen mit Meelis Aasmäe im Teamsprint seine einzige Podestplatzierung im Weltcup. Beim Saisonhöhepunkt, den Nordischen Skiweltmeisterschaften 1999 in Ramsau am Dachstein, kam er auf den 47. Platz über 30 km Freistil und auf den 44. Rang über 50 km klassisch. In der folgenden Saison erreichte er in Kitzbühel mit dem fünften Platz im Sprint seine beste Platzierung im Weltcupeinzel und zum Saisonende mit dem 63. Platz im Gesamtweltcup sein bestes Gesamtergebnis. Im Dezember 2001 kam er in Cogne mit dem 18. Platz im Sprint letztmals in die Punkteränge. Bei den Nordischen Skiweltmeisterschaften im Februar 2001 in Lahti errang er den 25. Platz im Sprint und bei den Olympischen Winterspielen im Februar 2002 in Salt Lake City den 60. Platz im 30-km-Massenstartrennen sowie den 34. Platz im Sprint. Sein letztes Weltcuprennen absolvierte er im Februar 2006 in Davos, welches er auf dem 64. Platz im Sprint beendete.

## Teilnahmen an Weltmeisterschaften und Olympischen Winterspielen

### Olympische Winterspiele
- 2002 Salt Lake City: 34. Platz Sprint Freistil, 60. Platz 30 km Freistil Massenstart

### Nordische Skiweltmeisterschaften
- 1997 Trondheim: 78. Platz 30 km Freistil
- 1999 Ramsau am Dachstein: 44. Platz 50 km klassisch, 47. Platz 10 km Freistil
- 2001 Lahti: 25. Platz Sprint Freistil

## Weltcup-Gesamtplatzierungen
| Saison    | Gesamt | Gesamt | Sprint | Sprint |
| Saison    | Punkte | Platz  | Punkte | Platz  |
| --------- | ------ | ------ | ------ | ------ |
| 1997/98   | 10     | 76.    | 10     | 63.    |
| 1998/99   | –      | –      | 34     | 54.    |
| 1999/2000 | 57     | 63.    | 57     | 28.    |
| 2000/01   | 16     | 91.    | 16     | 51.    |
| 2001/02   | 13     | 109.   | 13     | 57.    |